# Theodor Richter (Politiker)
Theodor Richter (* 20. Dezember 1849 in Görlitz; † 6. Juni 1917 in Großschönau) war ein sächsischer Fabrikbesitzer und Landtagsabgeordneter (Nationalliberale Partei).
Der Sohn von Karl Heinrich (1818–1864), ein Destillateur und Kaufmann in Görlitz, kaufte 1882 zusammen mit Richard Goldberg die 1864 gegründete Firma „Proelß sel. Söhne“. Dieser Betrieb entwickelte sich zu einem der führenden Wirtschaftsunternehmen der Oberlausitzer Textilindustrie. Theodor Richter wurde 1895 im 2. ländlichen Wahlkreis als Abgeordneter für die Nationalliberalen in die zweite Kammer des Sächsischen Landtages gewählt. Ab 1891 war er Mitglied sowie ab 1911 Vizepräsident der Handelskammer Zittau. 1904 wurde Richter zum Kommerzienrat ernannt und mindestens ab 1908 war er im Vorstand des Nationalen Landesvereins vertreten. Theodor Richter schied 1909 aus dem sächsischen Landtag aus.